# Spitting Feathers
Spitting Feathers — мініальбом бі-сайдів англійського співака Тома Йорка, випущений у 2006 році в Японії. Збірка вмістила в себе розширену версію сингла «Harrowdown Hill», а також треки, які не увійшли до дебютного альбому The Eraser.

## Список композицій
| #     | Назва                            | Тривалість |
| ----- | -------------------------------- | ---------- |
| 1.    | «Harrowdown Hill»                | 4:40       |
| 2.    | «Harrowdown Hill (extended mix)» | 7:02       |
| 3.    | «Analyse»                        | 4:05       |
| 4.    | «A Rat’s Nest»                   | 3:35       |
| 5.    | «Iluvya»                         | 2:59       |
| 6.    | «The Drunkk Machine»             | 4:06       |
| 7.    | «Jetstream»                      | 3:44       |
| 30:11 |                                  |            |